# La Femme à l'éventail (Klimt)
Pour les articles homonymes, voir La Femme à l'éventail.
La Femme à l'éventail, ou La Dame à l'éventail, (allemand : Dame mit Fächer ) est le dernier portrait féminin et le dernier tableau (presque) achevé par l'artiste autrichien Gustav Klimt. Le portrait n'a pas été créé sur commande, c'est un hymne à l'Art nouveau, au japonisme et au symbolisme.

## Historique
L'œuvre est commencée à l'automne 1917 et restée inachevée le 6 février 1918, jour de la mort de l'artiste, elle est trouvée sur un chevalet dans l'atelier du peintre.
En 1920, le tableau est acheté par l'industriel Erwin Böhler par l'intermédiaire du marchand d'art Gustav Nebehay (en), il est exposé au Musée des arts appliqués de Vienne, il est présenté au public autrichien lors d'une exposition au Musée des arts appliqués. Böhler conserve La Femme à l'éventail, ainsi que d'autres peintures de Klimt, dans la salle de musique de ses appartements du palais Dumbasa à Vienne, dont l'intérieur est spécialement conçu par Josef Hoffmann. La même année, en 1920, Böhler envoie le portrait en Suisse chez son frère Heinrich, artiste et photographe, il reste dans la famille jusqu'aux années 1960, date à laquelle le tableau est acheté par le collectionneur Rudolf Leopold. Il figure comme propriétaire du tableau dans le premier registre des œuvres de Klimt compilé en 1967 par Fritz Nowotny et Johannes Dobay.
En 1981, le tableau est exposé à Tokyo au musée d'art Isetan, pour laquelle Léopold a obtenu l'autorisation d'exporter temporairement le tableau, après l'exposition le tableau revient en Autriche. En 1982, Rudolf Léopold vend le tableau pour 18 millions de shillings, selon les mots de la veuve d'Elisabeth Léopold, "par l'intermédiaire d'un marchand de Vienne" pour couvrir des dettes, tout en négociant la vente de sa collection à l'État. Le tableau est illégalement exporté hors d'Autriche. En 1992, un certain marchand d'art de Chicago offre au directeur de la galerie Belvedere Herbert Frodl de l'acheter pour 80 millions de shillings. Mais comme aucun permis n'est délivré pour une exportation indéfinie du pays, une affaire pénale est ouverte. Léopold sous le protocole déclare qu'il ne se souvient pas du nom de l'acheteur. En l'absence de suspects, l'affaire est classée en 1993. En 1994, l'œuvre, léguée aux héritiers de Wendell Cherry (en), homme d'affaires américain, puis mise aux enchères chez Sotheby's à New York et atteint déjà un record pour l'artiste à 11,6 millions de US $.
En 2021, "La Femme à l'éventail" est exposée, pendant un an, dans la salle d'exposition temporaire de la Galerie du Belvédère à Vienne.
En 2023 l'œuvre est vendue aux enchères et atteint un record avec 108,4 millions de US $ par Patti Wong (en) pour un acheteur de Hong Kong.

## Descriptif
L'œuvre englobe toute la philosophie de Klimt dans sa forme absolue et reflète la passion de l'artiste pour l'art asiatique. Klimt est resté fidèle à l'accomplissement de sa « période dorée » - une nouvelle interprétation du travail de la peinture de chevalet comme objet matériel, décoration précieuse. Contrairement au découragement général de la vie quotidienne de la Première Guerre mondiale, l'artiste a représenté une mystérieuse inconnue, vraisemblablement une danseuse, dans une atmosphère exotique avec des décors denses et délicats, sur un fond de textile aux motifs chinois autour d'une femme sensuelle et raffinée enveloppée d'un kimono fait de tissus fins et d'un grand éventail couvrant sa poitrine nue. La femme est sûre d'elle, séduisante, fière mais bienveillante, sa tête est haute et ses yeux sont fixés sur le lointain, invitant le spectateur à se perdre dans la splendeur des figures qui l'entourent. Klimt possédait une vaste collection de vêtements chinois et japonais et de divers ornements qu'il a souvent utilisés dans son travail, pas seulement ici.
À l'arrière-plan, on devine un phénix, un faisan doré, une grue, des fleurs de lotus et d'autres plantes. Les cous d´oiseaux allongés soulignent le cou de cygne anormalement long, de la personne représentée.
L'incomplétude de l'œuvre la rend vibrante, humaine et infinie dans sa fragilité tandis que l'anonymat sur la personne du modèle donne une touche de mystère, chose rare dans le paysage opératoire de Klimt.
La Femme à l'éventail est la dernière œuvre du peintre dans laquelle, parmi les couleurs vives et les lignes sinueuses de l'image, le style unique de l'artiste se confond clairement entre l'école sécessionniste viennoise et les différents styles qu'il a développés au fil du temps. Les détails, les couleurs, les formes, l'asymétrie de la composition sont le résultat de la longue étude de l'Extrême-Orient que Gustav Klimt a menée tout au long de sa vie.